# Epi Drost
Eimert Drost – detto Epi – (Amersfoort, 21 settembre 1945 – Rotterdam, 27 maggio 1995) è stato un allenatore di calcio e calciatore olandese, di ruolo difensore.

## Carriera
Ha giocato per gran parte della sua carriera nel Twente, raggiungendo anche la finale della Coppa UEFA 1974-1975, segnando il gol della bandiera nella sconfitta per 1-5 contro il Borussia M'gladbach.

## Palmarès

### Giocatore

#### Club

##### Competizioni nazionali
- Coppa dei Paesi Bassi: 1

Twente: 1976-1977